# Ocrepeira gulielmi
Ocrepeira gulielmi là một loài nhện trong họ Araneidae.
Loài này thuộc chi Ocrepeira. Ocrepeira gulielmi được Herbert Walter Levi miêu tả năm 1993.